# Acacia aestivalis
Acacia aestivalis — вид квіткових рослин з родини бобових, що зростає в Австралії: південний захід Західної Австралії. Це кущ або дерево з філодіями (черешки, що виконують фотосинтетичну функцію) від лінійних до вузько-списових, з вузьким кінцем до основи, і з китицями з 5–1 кулястих головок золотисто-жовтих квіток.

## Морфологічний опис

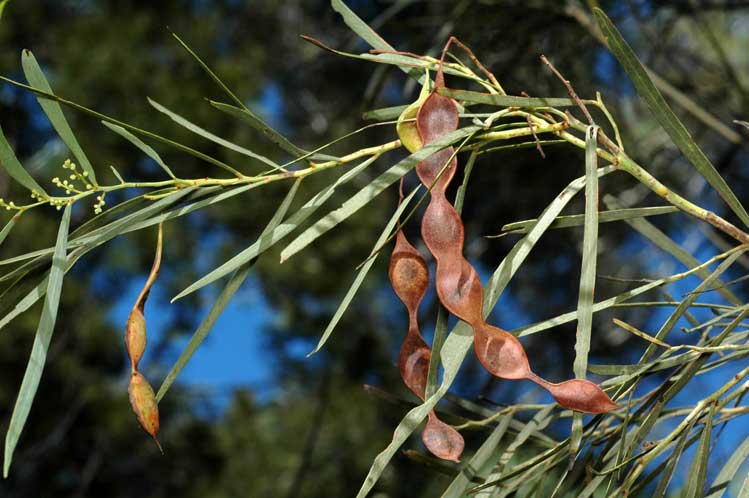
Плоди

Acacia aestivalis – це кущ або дерево, яке зазвичай досягає висоти 2–4 метри і має голі гілки. Його філодії від лінійної до ланцетоподібної форми з вузьким кінцем до основи, здебільшого 60–110 мм завдовжки та 2,5–7 мм завширшки, з 1 або 2 залозками на 10–35 мм над основою. Квітки зібрані в китиці завдовжки 10–50 мм, з 5–11 кулястими головками, діаметром 3,5–4,0 мм, кожна головка на запушеній квітконіжці завдовжки 2,5–5 мм. Квіткові голови містять від 15 до 25 золотисто-жовтих квіток. Цвіте з листопада по грудень. Боби до 170 мм завдовжки та 10–22 мм завширшки, містить матово-темно-коричневе довгасте насіння 7–9 мм завдовжки з крихким червонувато-коричневим вушком на кінці.